# Agrilinus ater
Agrilinus ater — вид пластинчатоусых жесткокрылых насекомых из подсемейства афодиин.

## Описание
Жук длиной от 3—6 мм.

## Экология
Часто бывает поражён клещём-симбиотом Poecilochirus carabi. Вид мух-тахин (Tachinidae) — Dinera carinifrons, является эндопаразитом личинок.

### Питание
Жук и его личинка питаются калом млекопитающих животных и также могут встречаться в перегное двудольных.